# Вюнайм
Вюна́йм (фр. Wuenheim) — коммуна на северо-востоке Франции в регионе Гранд-Эст (бывший Эльзас — Шампань — Арденны — Лотарингия), департамент Верхний Рейн, округ Тан — Гебвиллер, кантон Гебвиллер. До марта 2015 года коммуна административно входила в состав упразднённого кантона Сульц-О-Рен (округ Гебвиллер).
Площадь коммуны — 6,17 км², население — 815 человек (2006) с тенденцией к снижению: 783 человека (2012), плотность населения — 126,9 чел/км².

## Население
Численность населения коммуны в 2011 году составляла 788 человек, а в 2012 году — 783 человека.
| 1962 | 1968 | 1975 | 1982 | 1990 | 1999 | 2006 | 2008 | 2011 | 2012 |
| ---- | ---- | ---- | ---- | ---- | ---- | ---- | ---- | ---- | ---- |
| 732  | 693  | 718  | 756  | 800  | 850  | 815  | 817  | 788  | 783  |

Динамика населения:

## Экономика
В 2010 году из 537 человек трудоспособного возраста (от 15 до 64 лет) 401 были экономически активными, 136 — неактивными (показатель активности 74,7 %, в 1999 году — 69,2 %). Из 401 активных трудоспособных жителей работали 378 человек (202 мужчины и 176 женщин), 23 числились безработными (16 мужчин и 7 женщин). Среди 136 трудоспособных неактивных граждан 34 были учениками либо студентами, 72 — пенсионерами, а ещё 30 — были неактивны в силу других причин.
На протяжении 2011 года в коммуне числилось 329 облагаемых налогом домохозяйств, в которых проживало 769,5 человек. При этом медиана доходов составила 22921 евро на одного налогоплательщика.

## Достопримечательности (фотогалерея)

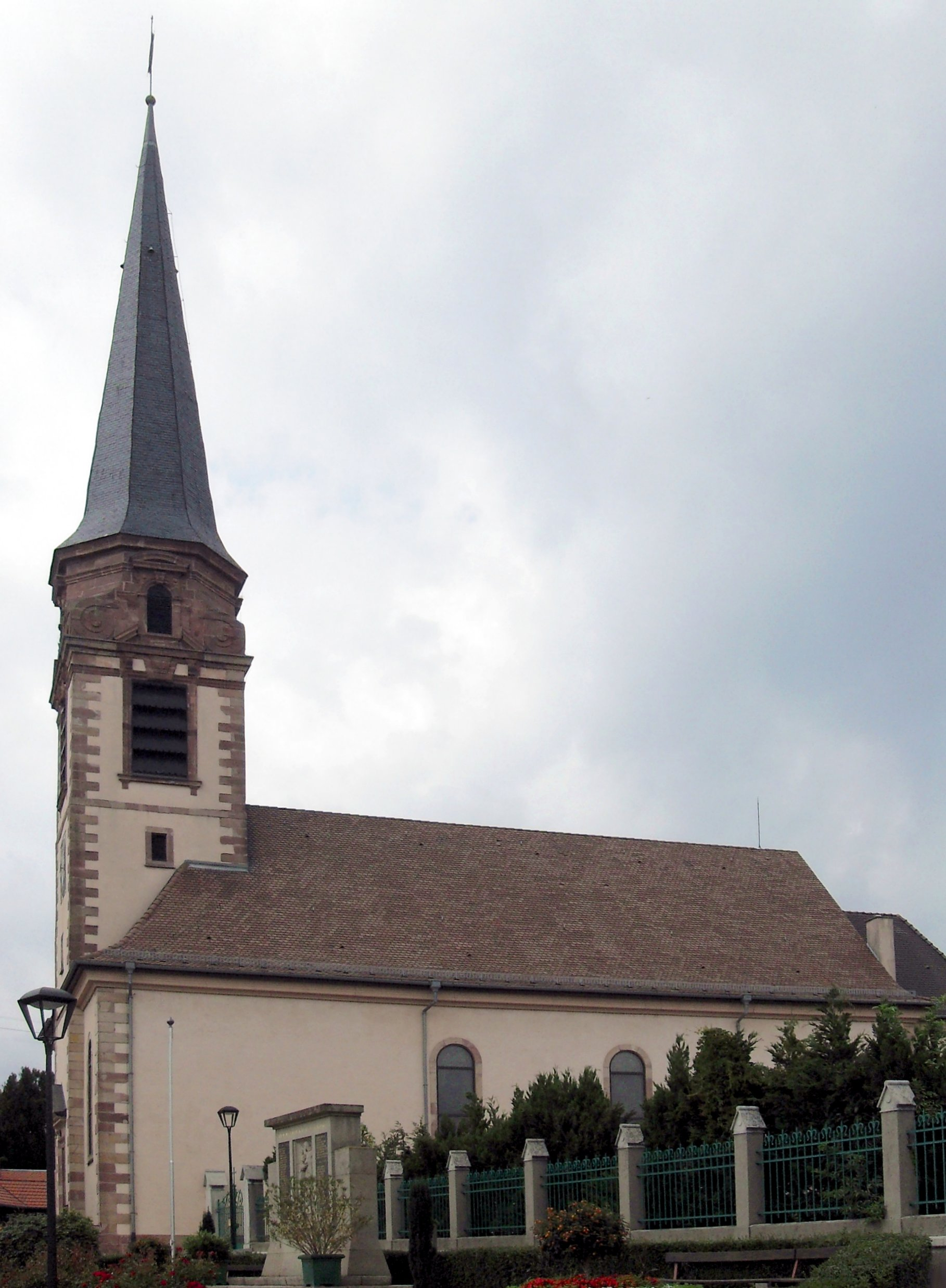
Церковь
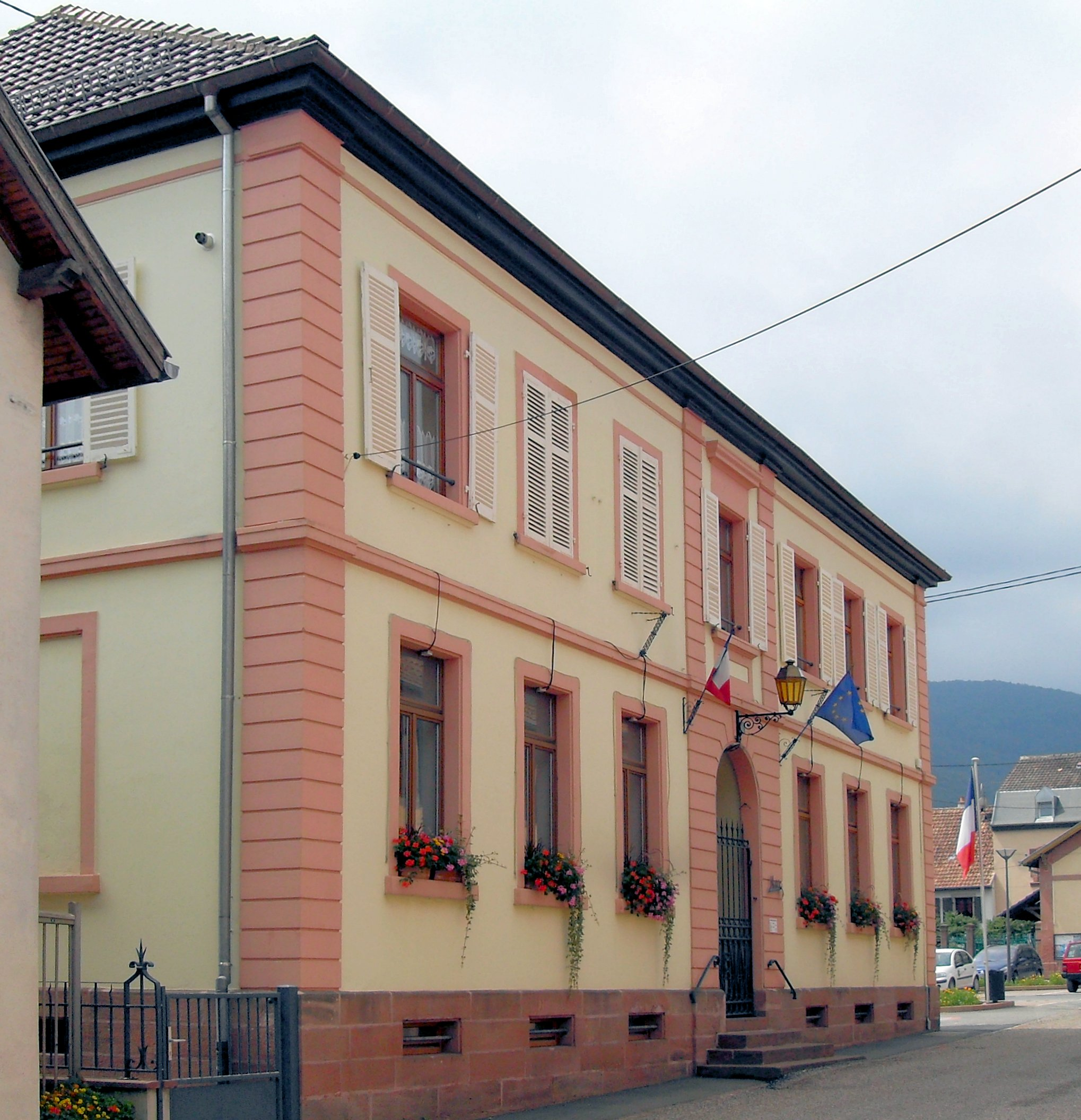
Здание мэрии